# Mogwa
Mogwa ist ein Verwaltungsbezirk (englisch Ward) des Distrikts Nzega (DC) in der tansanischen Region Tabora.

## Geografie
Mogwa ist ein ländlicher Bezirk im westlichen zentralen Hochland von Tansania etwa 30 Kilometer Luftlinie westlich der Distrikthauptstadt Nzega. Bei der Volkszählung 2022 lebten 18.256 Menschen in 2972 Haushalten auf einer Fläche von 267 Quadratkilometern.
Der Bezirk grenzt im Nordwesten an die Region Shinyanga und sonst an Bezirke des Distrikts Nzega (DC).
| Ushetu    | Kahama Nhalanga                             | Bukene   |
|           | Kompassrose, die auf Nachbargemeinden zeigt | Isagenhe |
| Semembela | Mbutu                                       |          |

## Gliederung
Der Bezirk besteht aus sechs Gemeinden (swahili Mtaa) mit 32 Orten (Kitongoji):
| Kagando - Imalanguzu - Nhanwa - Isalalo - Makanga - Ngulumbi | Luhumbo - Ilambalyamabu - Gengetisa - Luhumbo - Mabanzi - Shabagikulu | Usalala - Shabagikulu - Usalala Kigangama - Mhandebisi - Kigwangoko A - Kigwangoko B - Manyinya - Shishimulu - Bukumbi | Mogwa - Ifuso - Mogwa A - Njicho - Kalama - Wikine | Ilole - Shunu - Ikombanhwi - Ilole - Majengo - Igalukilo | Kwanzale - Nyamhuli A - Nyamhuli B - Kwanzale A - Kwanzale B |

## Infrastruktur
- Bildung: Die Mogwa Secondary School ist eine staatliche weiterführende Schule mit einer Ausbildung für Tagesschüler bis zur 4. Stufe.[8]
- Gesundheit: In den Gemeinden Luhumbo und Mogwa liegt je eine staatliche Apotheke.[9][10]